# Venus Rising
Venus Rising es una película de 1995 protagonizada por Jessica Alba, Henry Bean y Morgan Fairchild, fue lanzada el 30 de noviembre de 1995.

## Elenco
- Jessica Alba
- Henry Bean
- Morgan Fairchild